# Antalya Open 2021
Giải quần vợt Antalya Mở rộng 2021 là một giải quần vợt nam thi đấu trên mặt sân cứng. Đây là lần thứ 4 giải đấu được tổ chức, và là một phần của ATP Tour 250 trong ATP Tour 2021. Giải đấu diễn ra tại Antalya, Thổ Nhĩ Kỳ, từ ngày 7 đến ngày 13 tháng 1.

## Điểm và tiền thưởng

### Phân phối điểm
| Sự kiện | VĐ  | CK  | BK | TK | Vòng 1/16 | Vòng 1/32 | Q  | Q2 | Q1 |
| Đơn     | 250 | 150 | 90 | 45 | 20        | 0         | 12 | 6  | 0  |
| Đôi     | 250 | 150 | 90 | 45 | 0         | —         | —  | —  | —  |

### Tiền thưởng
| Sự kiện | VĐ      | CK      | BK      | TK     | Vòng 1/16 | Vòng 1/32 | Q2     | Q1     |
| Đơn     | €27,960 | €20,000 | €14,000 | €9,700 | €5,700    | €3,200    | €1,750 | €1,000 |
| Đôi*    | €8,900  | €6,880  | €5,050  | €3,440 | €2,350    | —         | —      | —      |

*mỗi đội

## Nội dung đơn

### Hạt giống
| Quốc gia | Tay vợt              | Xếp hạng1 | Hạt giống |
| -------- | -------------------- | --------- | --------- |
| ITA      | Matteo Berrettini    | 10        | 1         |
| BEL      | David Goffin         | 16        | 2         |
| ITA      | Fabio Fognini        | 17        | 3         |
| AUS      | Alex de Minaur       | 23        | 4         |
| GER      | Jan-Lennard Struff   | 37        | 5         |
| GEO      | Nikoloz Basilashvili | 40        | 6         |
| SRB      | Miomir Kecmanović    | 42        | 7         |
| KAZ      | Alexander Bublik     | 49        | 8         |

- Bảng xếp hạng vào ngày 4 tháng 1 năm 2021.

### Vận động viên khác
Đặc cách:
- Altuğ Çelikbilek
- Marsel İlhan
- Ergi Kırkın

Vượt qua vòng loại:
- Adrian Andreev
- Matthias Bachinger
- Pavel Kotov
- Dimitar Kuzmanov
- Alex Molčan
- Michael Vrbenský

### Rút lui
Trước giải đấu
- Marco Cecchinato → thay thế bởi  Kacper Żuk
- Borna Ćorić → thay thế bởi  Tristan Lamasine
- Lloyd Harris → thay thế bởi  Nicola Kuhn
- Benoît Paire → thay thế bởi  Andrea Arnaboldi
- Jannik Sinner → thay thế bởi  Malek Jaziri
- João Sousa → thay thế bởi  Hugo Grenier

Trong giải đấu
- Hugo Grenier

## Nội dung đôi

### Hạt giống
| Quốc gia | Tay vợt       | Quốc gia | Tay vợt          | Xếp hạng1 | Hạt giống |
| -------- | ------------- | -------- | ---------------- | --------- | --------- |
| CRO      | Nikola Mektić | CRO      | Mate Pavić       | 12        | 1         |
| CRO      | Ivan Dodig    | SVK      | Filip Polášek    | 33        | 2         |
| FRA      | Jérémy Chardy | FRA      | Fabrice Martin   | 60        | 3         |
| SRB      | Nikola Ćaćić  | DEN      | Frederik Nielsen | 111       | 4         |

- Bảng xếp hạng vào ngày 4 tháng 1 năm 2021.

### Vận động viên khác
Đặc cách:
- Umut Akkoyun /  Mert Naci Türker
- Tuna Altuna /  Altuğ Çelikbilek

### Rút lui
Trước giải đấu
- Sander Arends /  Matwé Middelkoop → thay thế bởi  Luca Margaroli /  Florin Mergea
- Matteo Berrettini /  Jannik Sinner → thay thế bởi  Denys Molchanov /  Aleksandr Nedovyesov
- Tomislav Brkić /  Aisam-ul-Haq Qureshi → thay thế bởi  Ivan Sabanov /  Matej Sabanov
- Lloyd Harris /  David Pel → thay thế bởi  Jiří Veselý /  Tristan-Samuel Weissborn
- Benoît Paire /  Stefano Travaglia → thay thế bởi  Harri Heliövaara /  Emil Ruusuvuori

## Nhà vô địch

### Đơn
- Alex de Minaur đánh bại  Alexander Bublik, 2-0 bỏ cuộc

### Đôi
- Nikola Mektić /  Mate Pavić đánh bại  Ivan Dodig /  Filip Polášek, 6–2, 6–4